# (4999) MPC
(4999) MPC est un astéroïde de la ceinture principale.

## Description
(4999) MPC est un astéroïde de la ceinture principale. Il fut découvert par Eric Walter Elst le 2 février 1987 à La Silla. Il présente une orbite caractérisée par un demi-grand axe de 3,01 UA, une excentricité de 0,04 et une inclinaison de 19,47° par rapport à l'écliptique.
Il fut nommé en référence aux Minor Planet Circulars (MPC), publications mensuelles des observations astronomiques faites par le réseau du Centre des planètes mineures, ainsi qu'au Minor Planet Center lui-même.

## Compléments